# 海斯山 (南極洲)
66°50′S 64°10′W / 66.833°S 64.167°W
海斯山（英語：Mount Hayes）是南極洲的山峰，位於葛拉漢地東岸，處於科爾半島，海拔高度1,140米，在1947年由英國研究隊發現，現時由南極條約體系管理。